# 配電線事故
配電線事故（はいでんせんじこ）とは、配電線に鳥や蛇などが接触した場合（地絡）や、電線同士が接触した場合（短絡）に、その異常を変電所に設置したリレーが感知し、配電線遮断器を開放させて配電線を停電させる事故のことである。
配電線事故の原因としては、鳥や蛇、クレーンなどの接触のほか、雷、電柱への自動車衝突、台風や雪などによる電線の破断などがある。